# Tapinoma
Tapinoma (din greacă ταπεινωμα este un gen inferior de furnică care aparține subfamiliei Dolichoderinae. Genul cuprinde în prezent 74 de specii descrise distribuite la nivel mondial în zoma tropicală și regiunile temperate. Membrii sunt falsificatori generalizați, având cuiburi într-o mare varietate de habitate, variind de la pajiști, câmpuri deschise, păduri, la interioare de clădiri. Majoritatea speciilor cuibăresc în pământ sub obiecte precum pietre sau bușteni de copac, alte specii își construiesc cuiburi sub scoarța buștenilor și cioturilor, în cavitățile plantelor, în galeriile insectelor sau în grămezile de deșeuri.

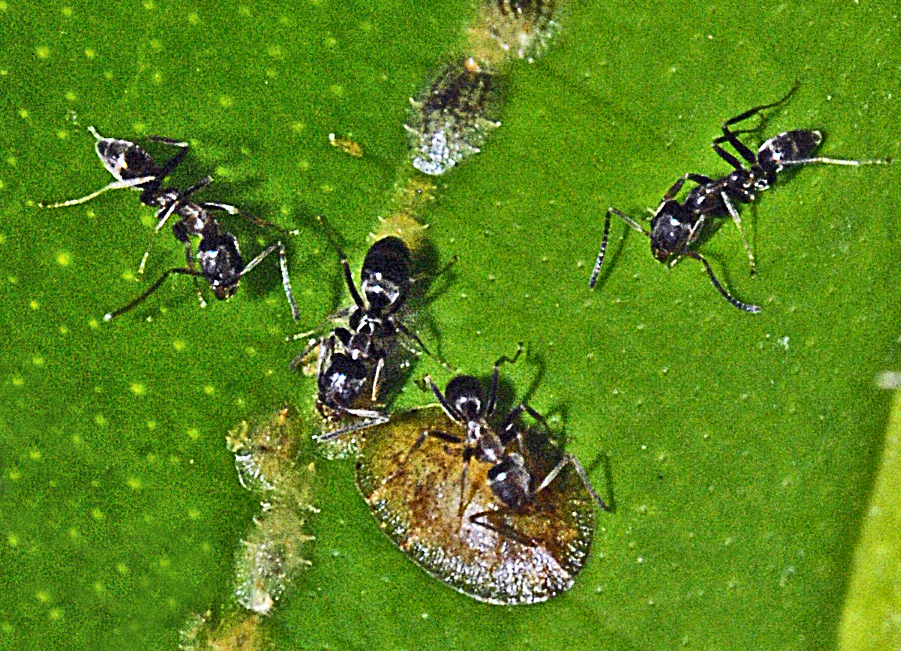
Specii Tapinoma cu solzi de ceară

## Specii
- Tapinoma aberrans (Santschi, 1911)
- Tapinoma acuminatum Forel, 1907
- Tapinoma albinase (Forel, 1910)
- Tapinoma albomaculatum (Karavaiev, 1926)
- Tapinoma amazone Wheeler, 1934
- Tapinoma andamanense Forel, 1903
- Tapinoma annandalei (Wheeler, 1928)
- Tapinoma antarcticum Forel, 1904
- Tapinoma arnoldi Forel, 1913
- Tapinoma atriceps Emery, 1888
- †Tapinoma baculum Zhang, 1989
- Tapinoma carininotum Weber, 1943
- Tapinoma chiaromontei Menozzi, 1930
- Tapinoma christophi Emery, 1925
- Tapinoma danitschi Forel, 1915
- Tapinoma demissum Bolton, 1995
- †Tapinoma electrinum Dlussky & Perkovsky, 2002
- Tapinoma emeryanum Kuznetsov-Ugamsky, 1927
- Tapinoma emeryi (Ashmead, 1905)
- Tapinoma epinotale Karavaiev, 1935
- Tapinoma erraticum (Latreille, 1798)
- Tapinoma festae Emery, 1925
- Tapinoma flavidum André, 1892
- Tapinoma fragile Smith, 1876
- Tapinoma funiculare Santschi, 1928
- Tapinoma geei Wheeler, 1927
- Tapinoma gibbosum Stitz, 1933
- †Tapinoma glaesaria Perrichot, Salas-Gismondi & Antoine, 2019 (odinioară T. aberrans Dlussky, 2002)[6]
- Tapinoma glaucum (Viehmeyer, 1916)
- Tapinoma heyeri Forel, 1902
- Tapinoma himalaica Bharti, Kumar & Dubovikoff, 2013
- Tapinoma indicum Forel, 1895
- Tapinoma israele Forel, 1904
- Tapinoma karavaievi Emery, 1925
- Tapinoma kinburni Karavaiev, 1937
- Tapinoma krakatauae (Wheeler, 1924)
- Tapinoma latifrons (Karavaiev, 1933)
- Tapinoma litorale Wheeler, 1905
- Tapinoma luffae (Kurian, 1955)
- Tapinoma lugubre Santschi, 1917
- Tapinoma luridum Emery, 1908
- Tapinoma luteum (Emery, 1895)
- Tapinoma madeirense Forel, 1895
- Tapinoma melanocephalum (Fabricius, 1793)
- Tapinoma minimum Mayr, 1895
- Tapinoma minor Bernard, 1945
- †Tapinoma minutissimum Emery, 1891
- Tapinoma minutum Mayr, 1862
- Tapinoma modestum Santschi, 1932
- Tapinoma muelleri Karavaiev, 1926
- †Tapinoma neli Perrichot, Salas-Gismondi & Antoine, 2019[6]
- Tapinoma nigerrimum (Nylander, 1856)
- Tapinoma opacum Wheeler & Mann, 1914
- Tapinoma orthocephalum Stitz, 1934
- Tapinoma panamense Wheeler, 1934
- Tapinoma philippinense Donisthorpe, 1942
- Tapinoma pomone Donisthorpe, 1947
- Tapinoma pygmaeum (Dufour, 1857)
- Tapinoma ramulorum Emery, 1896
- Tapinoma rasenum Smith & Lavigne, 1973
- Tapinoma rectinotum Wheeler, 1927
- Tapinoma sahohime Terayama, 2013
- Tapinoma schreiberi Hamm, 2010
- Tapinoma schultzei (Forel, 1910)
- Tapinoma sessile (Say, 1836)
- Tapinoma silvestrii Wheeler, 1928
- Tapinoma simrothi Krausse, 1911
- Tapinoma sinense Emery, 1925
- Tapinoma subboreale Seifert, 2012
- Tapinoma subtile Santschi, 1911
- †Tapinoma troche Wilson, 1985
- Tapinoma wheeleri (Mann, 1935)
- Tapinoma williamsi (Wheeler, 1935)
- Tapinoma wilsoni Sharaf & Aldawood, 2012
- Tapinoma wroughtonii Forel, 1904